# Йомер Баркан
Йомер Лютфи Баркан е турски историк, основоположник на съвременната османска социално-икономическа история.

## Концепции
Баркан обръща специално внимание на ролята на ислямските благотворителни учреждения (вакъфи) при мюсюлманската колонизация с цел възстановяването на икономическия просперитет и администрирането на новозавладените от османците територии на Балканите. Според виждането на Баркан централната власт в османската държава насърчава създаването на вакъфи в заварената християнска среда на Балканите чрез целенасочено отдаване на земи в пълна собственост (мюлк) на отбрани лица, които впоследствие даряват поземлената си собственост на основани от тях вакъфи. По този начин трайното присъствие на ислямски институции в преимуществено християнска среда е в значителна степен улеснено, а усилията са насочени главно към опустошени или слабонаселени райони, които са оживени благодарение на колонизацията на малоазийско турско население или принудителното заселване на роби и военнопленници от Западните Балкани и Централна Европа.

## Допълнително четиво
- Barkan, Ö. L. Osmanlı İmparatorluğunda bir İskân ve Kolonizasyon Metodu Olarak Vakıflar ve Temlikler. İstilâ Devirlerinin Kolonizatör Türk Dervişleri ve Zâviyeler. – Vakıflar Dergisi, 1942, 2, 279 – 386.
- İnalcık, H. An Economic and Social History of the Ottoman Empire. Vol. 1: 1300 – 1600. Cambridge: Cambridge University Press, 1994, 120 – 132.
- İnalcık, H. Ottoman methods of conquest. – Studia Islamica, 1954, No 2, 103 – 129.